# Maesa cavinervis
Maesa cavinervis är en viveväxtart som beskrevs av Chieh Chen. Maesa cavinervis ingår i släktet Maesa och familjen viveväxter. Inga underarter finns listade i Catalogue of Life.